# Orde van de Gouden Wouw
De Japanse ridderorde van de gouden wouw (Japans:金鵄勲章, Kinshi Kunshō) werd genoemd naar de roofvogel (Milvus milvus) en is in 1888 (andere bronnen noemen 12 februari 1890) door de Meiji-keizer ingesteld en in 1945 op last van de Amerikaanse landvoogd generaal Douglas MacArthur afgeschaft. De orde had 8 rangen en werd vooral veel verleend aan Japanse militairen.
1.067.492 onderscheidingen in deze orde werden verleend waaronder 41 grootkruisen en 201 grootofficieren.
Aan de orde was een pensioen verbonden.
De orde bezat 7 graden die allen hetzelfde insigne droegen. Ster en insigne waren gelijk. Bij de hogere rangen was de versierselen groter uitgevoerd en erg kleurrijk geëmailleerd. De twee laagste graden waren van verguld zilver of zilver. Het lint van de orde was helgroen met twee witte strepen.
Het juweel van de orde en de ster van de orde waren gelijk. Het ingewikkelde motief was dat van een Japanse trofee; twee traditionele blauwgeëmailleerde Japanse schilden in de vorm van een andreaskruis; daarop liggen twee rood en gouden speren met zilveren punt. Verder zijn er twee purperen vijfpuntige vaandels met een gouden driepas motief en een degenriem met een als een acht geplooid lint in de kleuren wit en violet en een lichtblauwe achterzijde. Deze riem is met twaalf gouden knoppen, twaalf violette kransen en twaalf gouden kransen beslagen.
Over alles ligt een staand Japans samoeraizwaard met gouden gevest, groen handvat en een groenbeslagen gouden zwaardschede.
Op het gevest van het zwaard zit een gouden wouw die de vleugels heeft uitgeslagen.
Ook bij de ridders en de eretekens is deze wouw altijd in goud uitgevoerd.
De stralen van het juweel waren purperrood met een gouden rand. De kortere stralen daaronder waren van goud en de stompe stralen waren van zilver. Bij de 5e klasse ontbraken de stompe gouden stralen.

## Graden, verleningen en versierselen van de orde
- 1e Klasse (overeenkomend met een grootkruis)

De grootkruisen droegen het juweel van de orde aan een breed lint over de linkerschouder op de rechterheup. Hetzelfde juweel, maar zonder ring, werd als ster op de rechterborst gedragen.
- 2e Klasse (overeenkomend met een grootofficier)

De grootofficieren droegen dezelfde ster op de linkerborst.
- 3e Klasse (overeenkomend met een commandeur). Deze rang was bestemd voor vlagofficieren, bevordering was mogelijk tot de 1e graad.

De commandeurs droegen het juweel aan een lint om de hals.
- 4e Klasse (overeenkomend met een officier). Deze rang was bestemd voor officieren, bevordering was mogelijk tot de 2e graad.

De officieren droegen hetzelfde juweel aan een lint dat twee vingers breed was op de linkerborst. Er zijn afbeeldingen van Officieren met een lint waarop een kleine rozet is aangebracht.
- 5e Klasse (overeenkomend met een ridder). Deze rang was bestemd voor luitenants, bevordering was mogelijk tot de 3e graad.

De ridders droegen het juweel, maar zonder gouden stralen, aan een lint dat twee vingers breed was op de linkerborst.
- 6e Klasse (ereteken). Deze rang was bestemd voor onderofficieren, bevordering was mogelijk tot de 4e graad.

Deze rang droeg het juweel zonder email en geheel van verguld zilver aan een lint dat twee vingers breed was op de linkerborst.
- 7e Klasse (ereteken). Deze rang was bestemd voor soldaten, bevordering was mogelijk tot de 5e graad.

Deze rang droeg hetzelfde juweel zonder email en geheel van zilver aan een lint dat twee vingers breed was op de linkerborst.
Men legde de versierselen van de lagere graad van de orde niet af wanneer men werd bevorderd. Dat betekende dat een militair meerdere versierselen van de Orde van de Gouden Wouw naast elkaar kon dragen zoals te zien is op het portret van admiraal Isoroku Yamamoto.

## Het aantal verleningen
Er werden in de loop van jaar 1,067,492 militairen in de Orde van de Gouden Wouw opgenomen. De meesten van hen in de VIe en VIIe graad. Er zijn 41 Grootkruisen en 201 Grootofficieren bekend. Men verleende de orde in zes oorlogen.

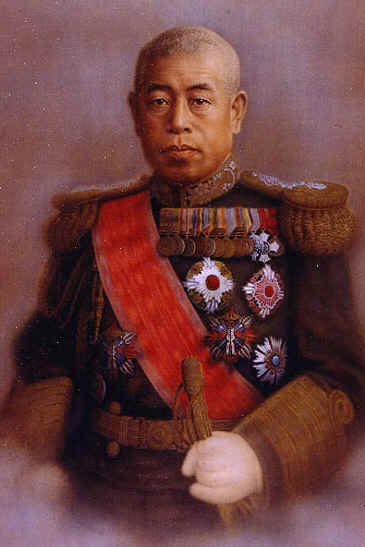
Admiraal Isoroku Yamamoto met twee sterren van de Orde van de Gouden Wouw

- De eerste oorlog tussen Japan en China: 2000 decoraties voor gevechten op land en ter zee.
- De Japans- Russische oorlog: 109.600 decoraties voor de onuitgelokte aanval op Port Arthur, de zeeslag in de Straat van Tsushima en gevechten in Mantsjoerije.
- De Eerste Wereldoorlog waarin Japan de oorlog aan Duitsland en de Centralen had verklaard: 3000 decoraties, voornamelijk voor het veroveren van Duitse koloniën in China en in de Stille Oceaan.
- Het "Mantsjoerije-incident", een Japanse aanval op China: 9000 decoraties.
- De Tweede Japans-Chinese Oorlog: 190.000 decoraties voor langdurige gevechten in China. Het conflict werd in december 1941 deel van de Tweede Wereldoorlog.
- De Tweede Wereldoorlog waarbij Japan de Verenigde Staten aanviel en in oorlog raakte met het Verenigd Koninkrijk, de landen van het Britse Gemenebest en Nederland: 630.000 decoraties voor gevechten op meerdere fronten, op de oceanen en in de luchtoorlog boven Japan.

De dragers van deze onderscheiding ontvingen een jaarlijkse soldij. Deze werd sinds 1916 betaald en ook na het verlaten van de krijgsmacht doorbetaald. De familie kreeg de soldij eenmaal uitbetaald in het jaar na het overlijden van de gedecoreerde militair of oud-militair. In ieder geval werden soldij en pensioen altijd vijf jaar lang uitgekeerd. Wanneer een militair kort na het verkrijgen van de Orde van de Gouden Wouw stierf of sneuvelde kregen zijn nabestaanden vijf jaar lang de soldij bij wijze van pensioen. In 1939 werd de volgende soldij uitbetaald:
- Ie Klasse - 1500 yen
- IIe Klasse - 1000 yen
- IIIe Klasse - 700 yen
- IVe Klasse - 500 yen
- Ve Klasse - 350 yen
- VIe Klasse - 250 yen
- VIIe Klasse - 150 yen

De extra soldij was een behoorlijk bedrag wanneer men bedenkt dat een soldaat 105 Yen en 60 Sen per jaar betaald kreeg. Het dragen van de Gouden Wouw betekende dus dat de soldij meer dan verdubbeld werd. In 1940 werden de soldij en het pensioen ingetrokken.
Soms werd de onderscheiding niet individueel maar groepsgewijs toegekend. In oktober 1942 werd in de Yasukuni tempel waar de Japanse oorlogsdoden worden geëerd bekendgemaakt dat 995 in de Stille Oceaan en 3031 in China gesneuvelde militairen postuum waren onderscheiden. Zij waren allen in de periode van 6 december 1941 tot midden februari 1942 omgekomen. In de op Radio Tokio voorgelezen lijst werden een Vice-Admiraal, twee Schouten-bij-Nacht, twee Generaals-Majoor, 9 opvarenden van "een bijzondere aanvalseenheid" en 55 gevechtspiloten van de marine met name genoemd.
Deze grote verliezen werden door de geallieerden opzienbarend hoog gevonden.

## Dragers van de Orde van de Gouden Wouw

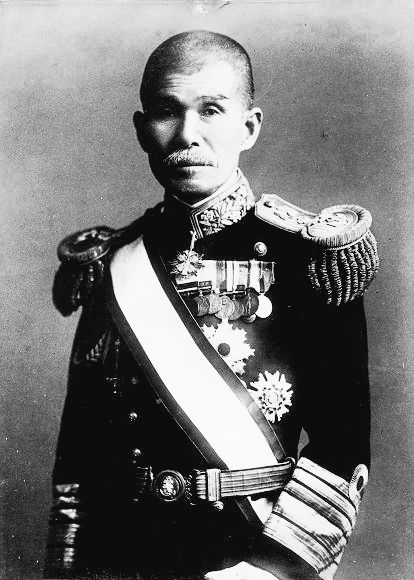
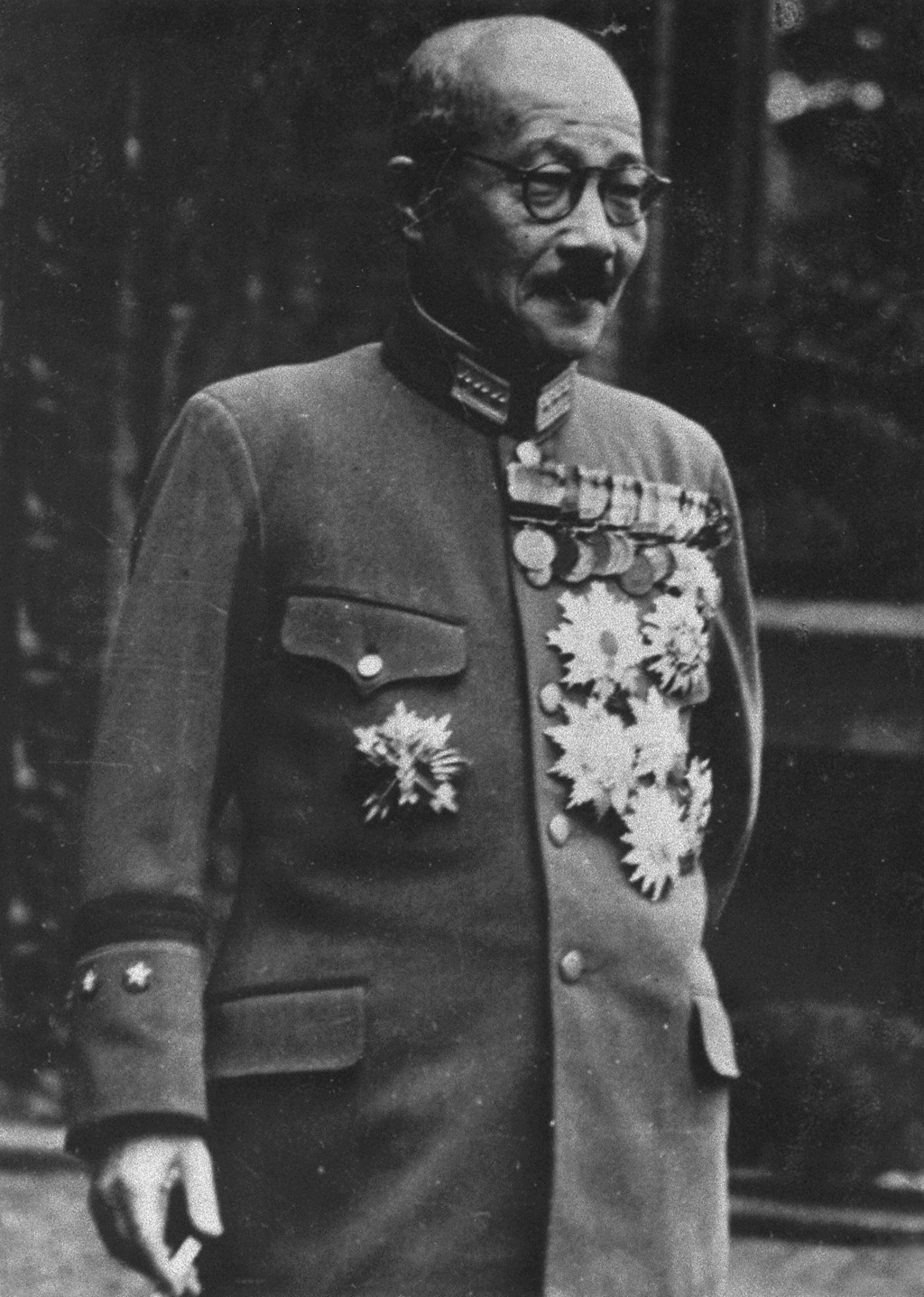
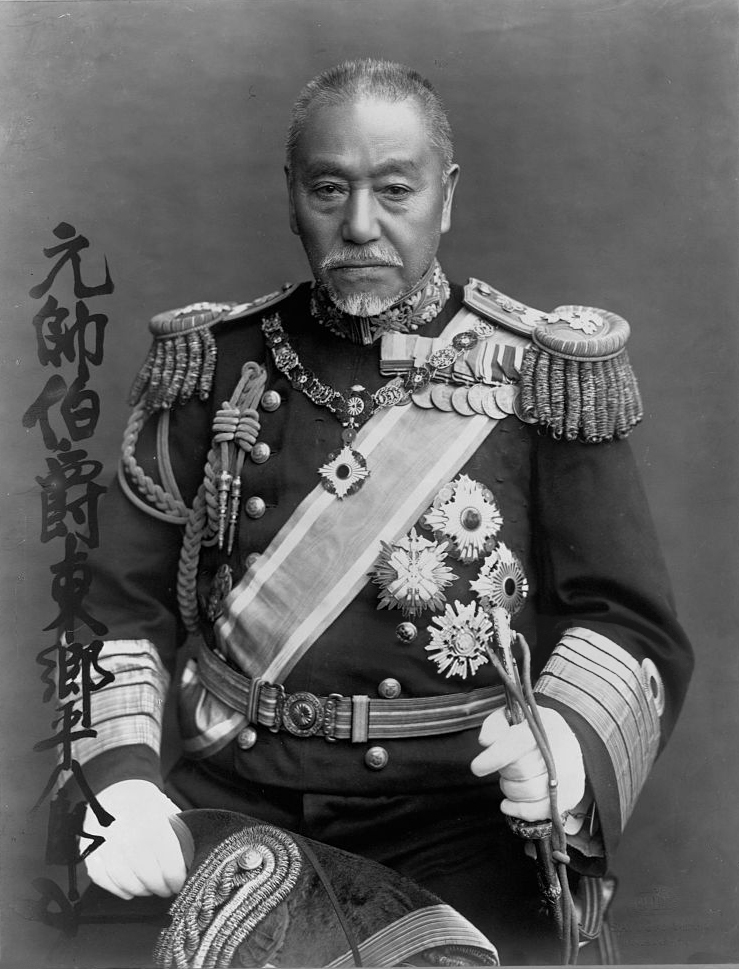
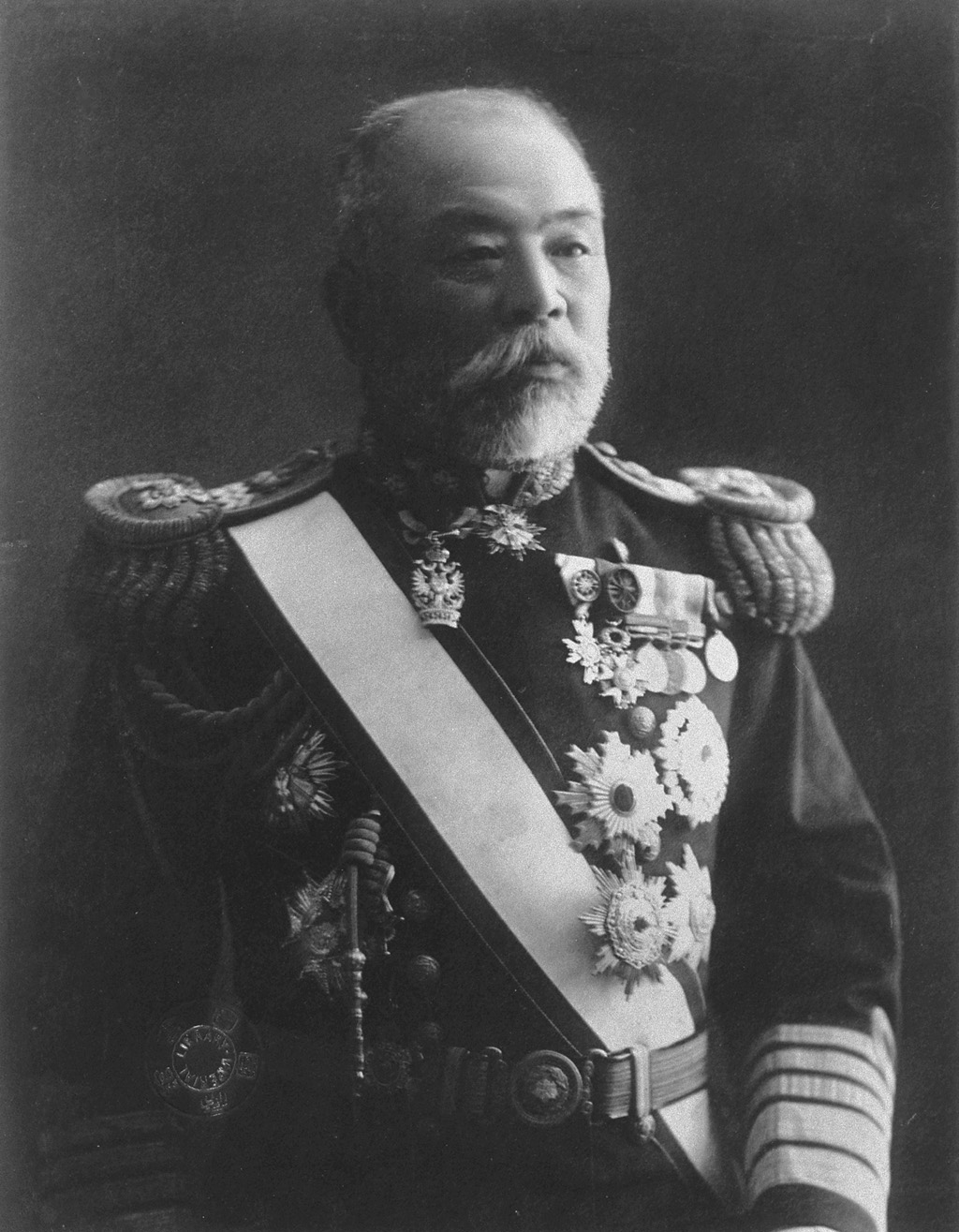
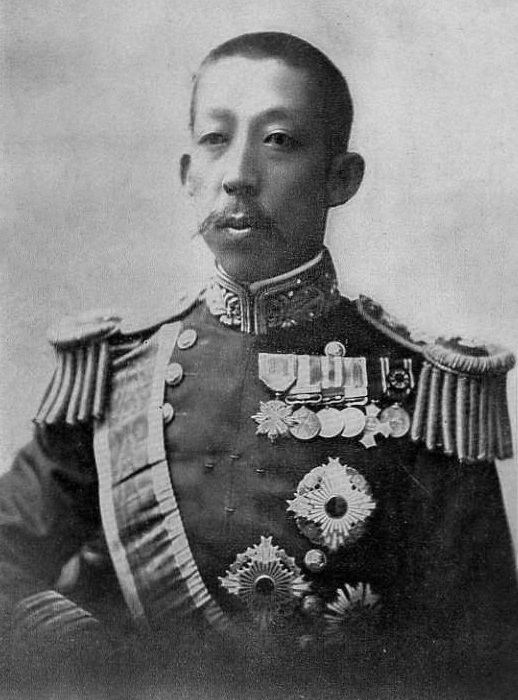
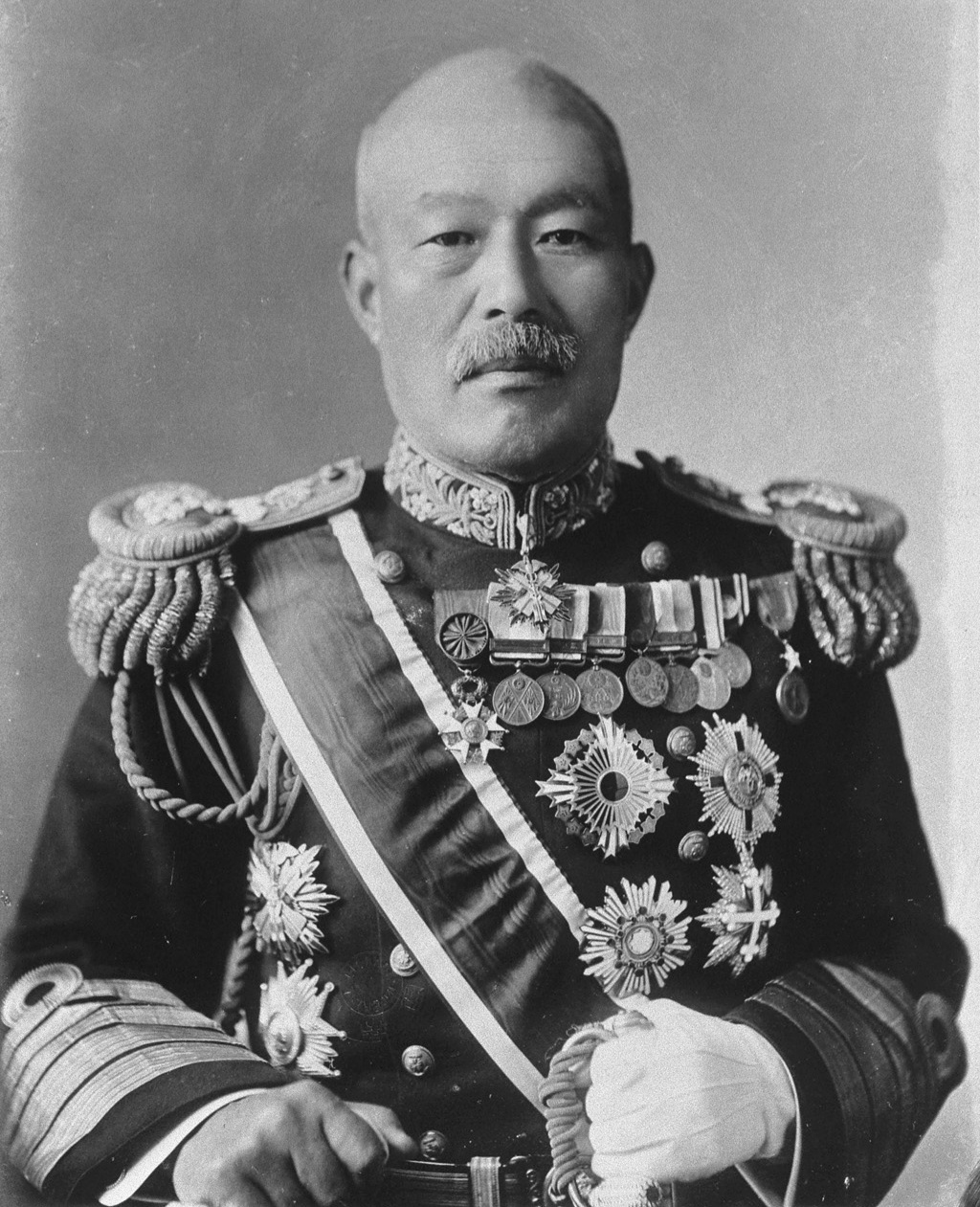
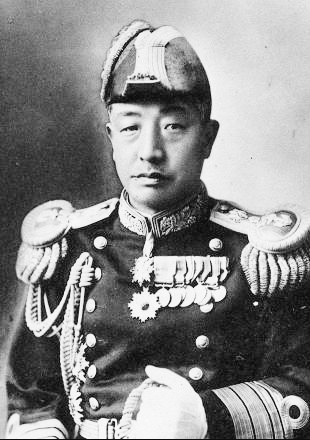
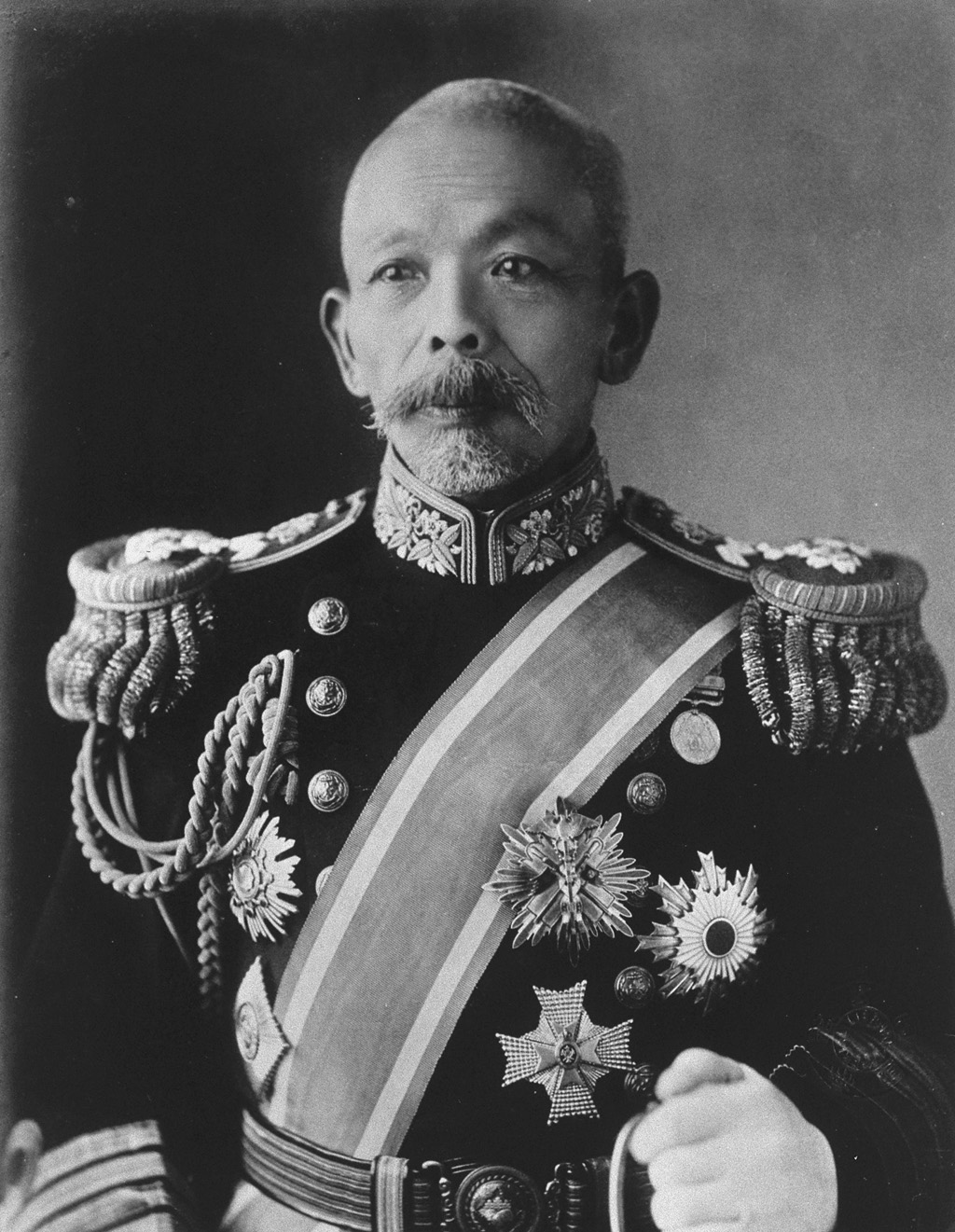
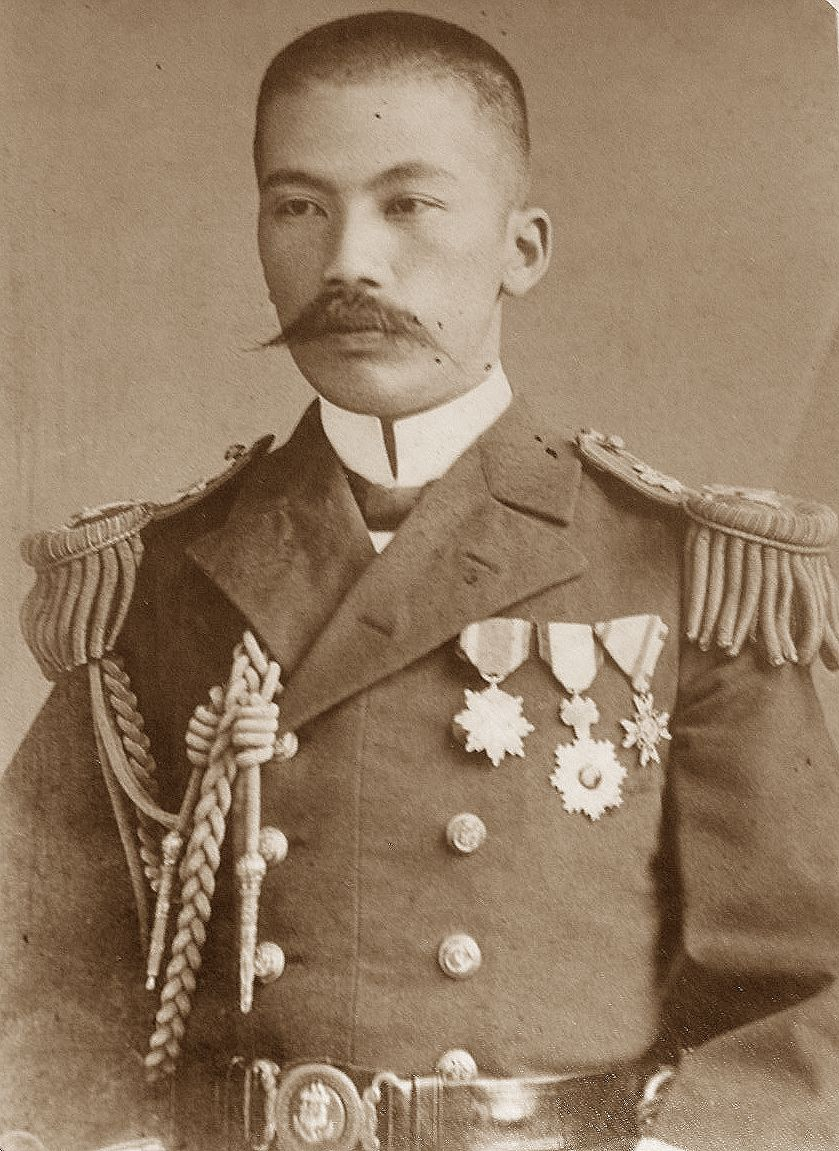
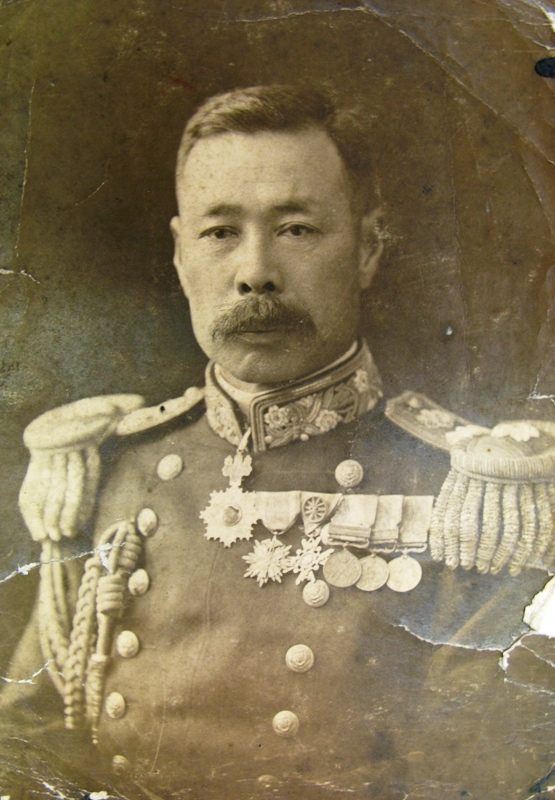
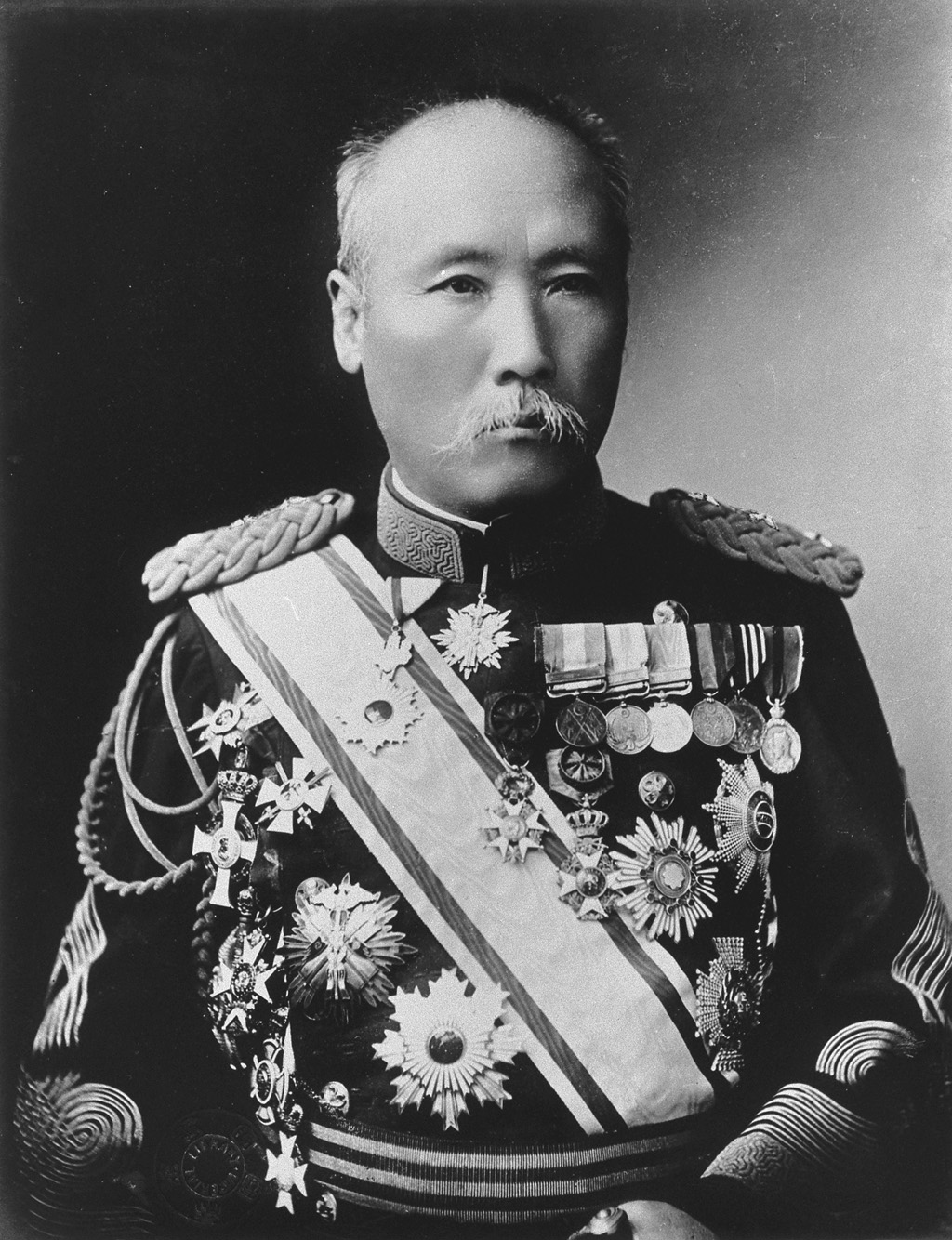
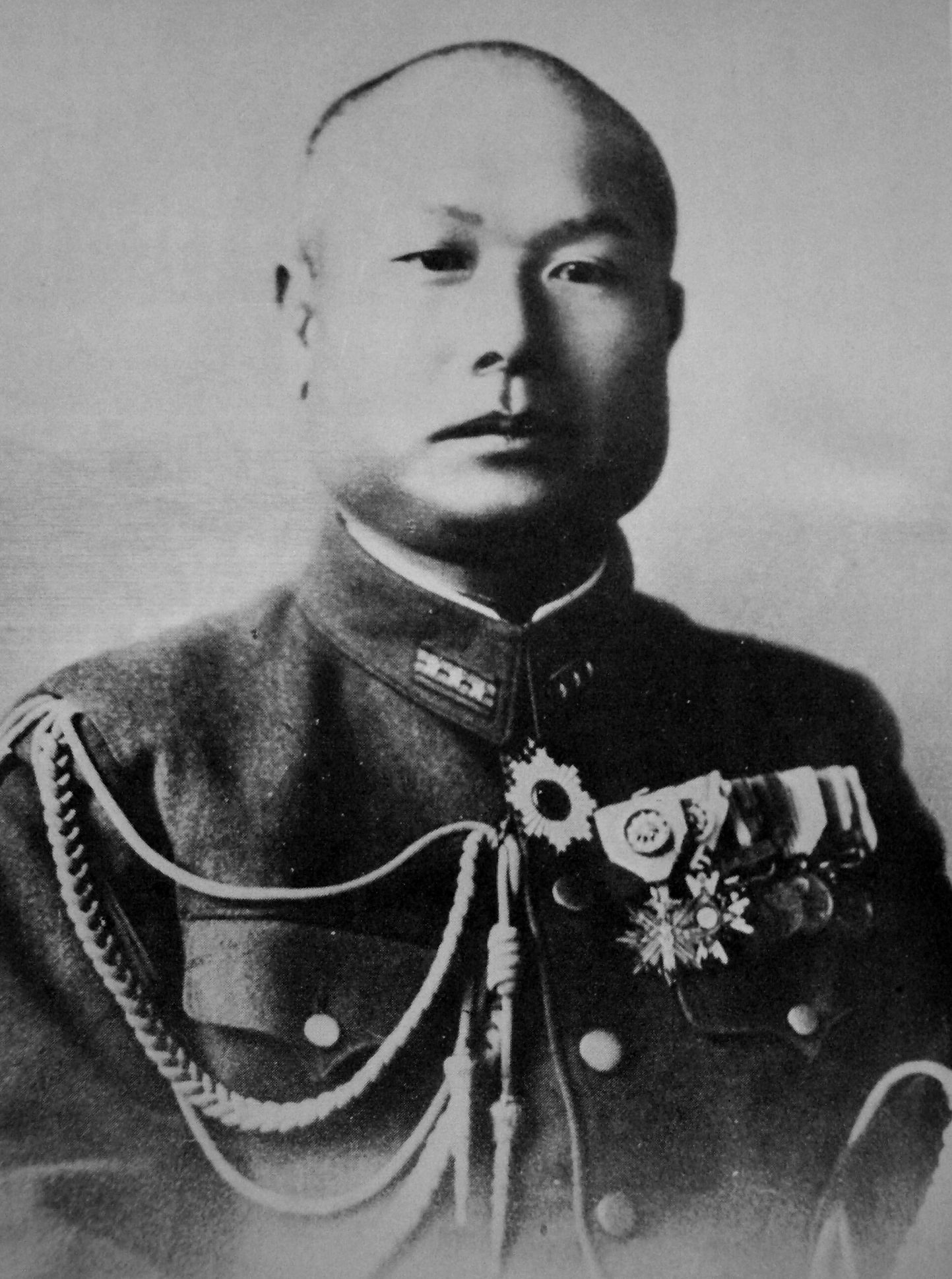
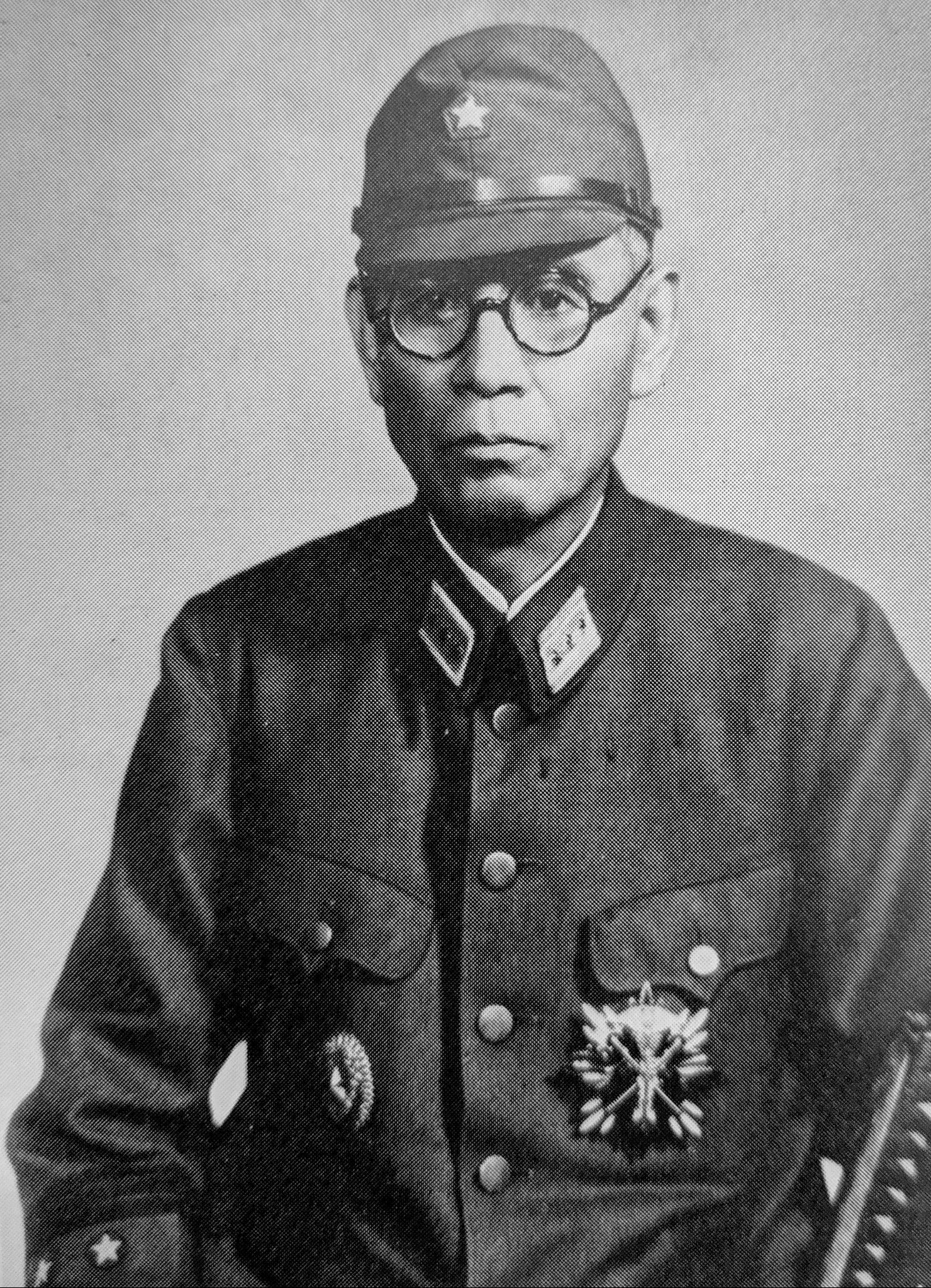
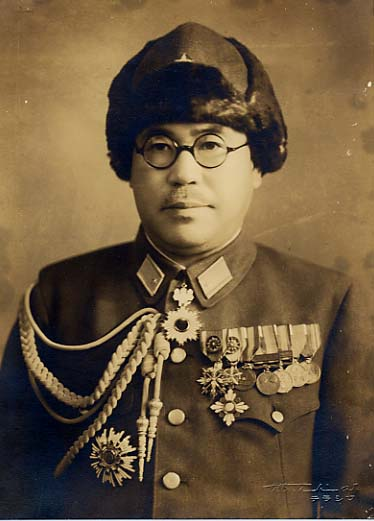
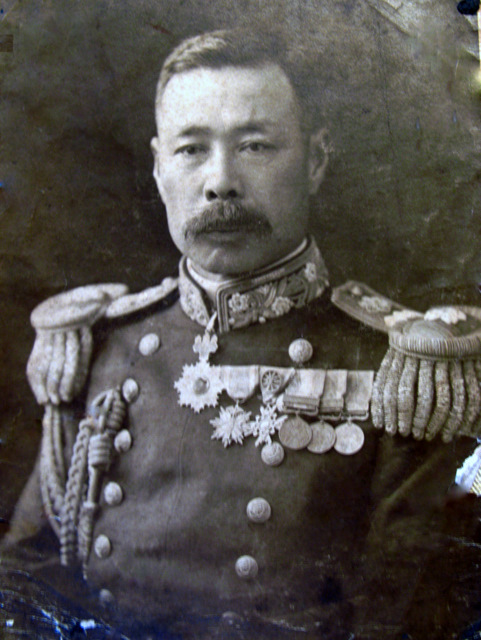
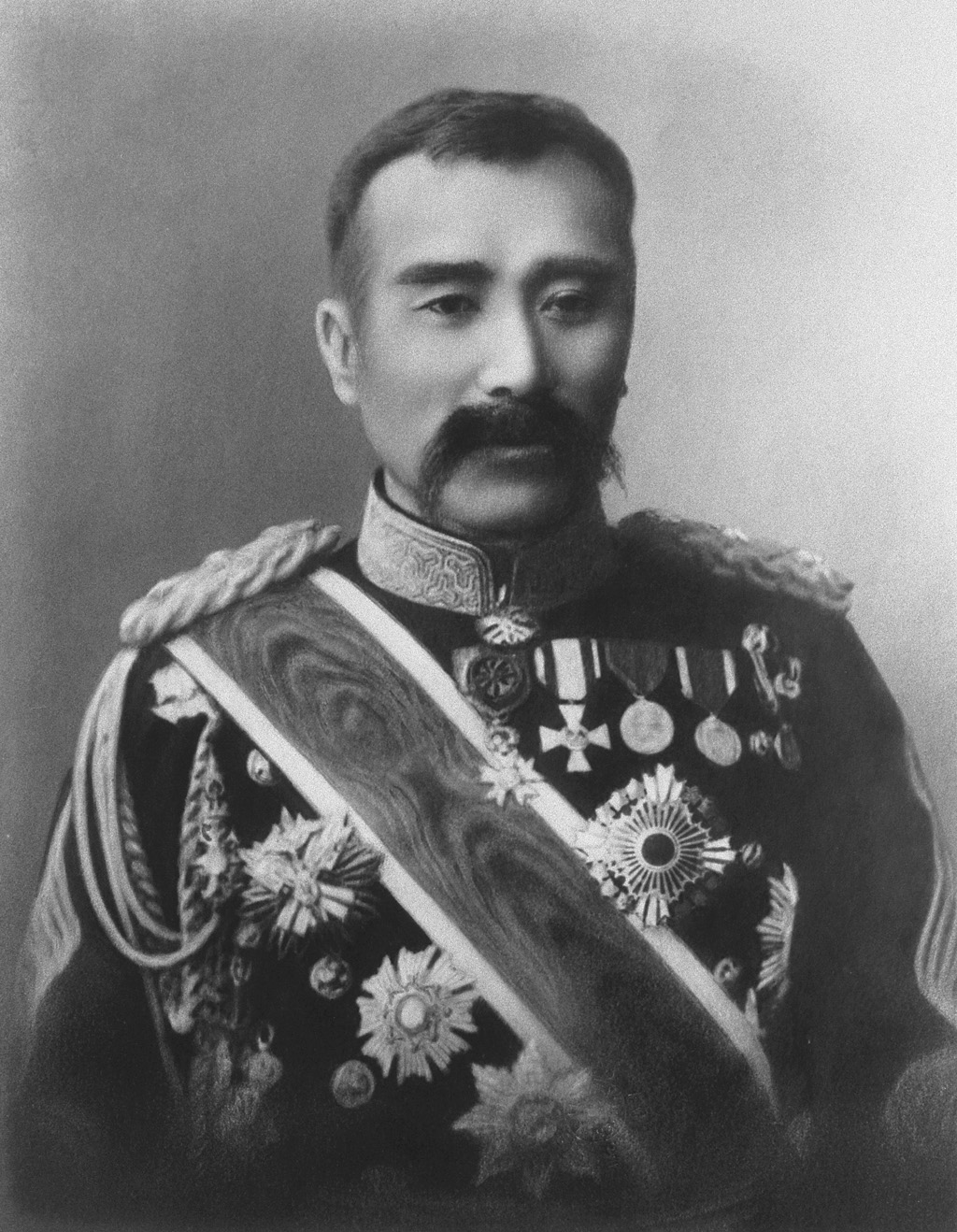
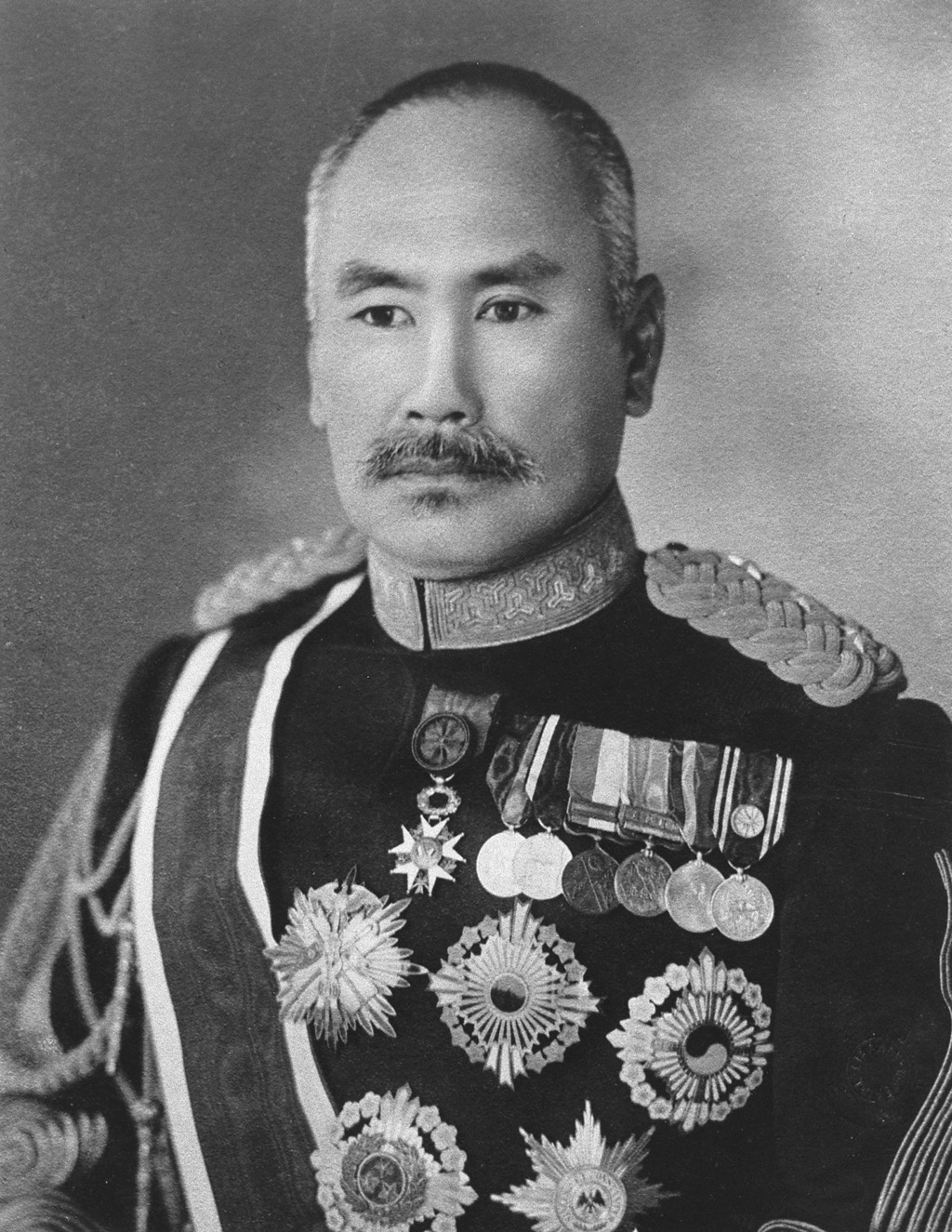

## Zie ook

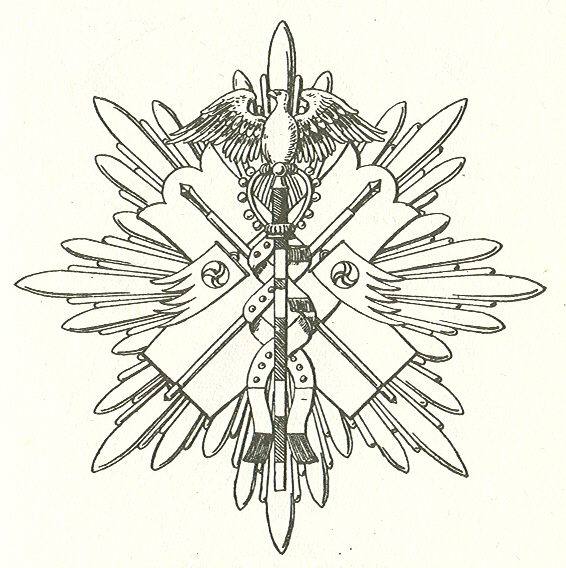
Ster van de Orde van de Wouw.